# 天神神社 (幸手市中)
天神神社（てんじんじんじゃ）は、埼玉県幸手市中1丁目16番23号（旧地名：大字幸手字天神町4339）に所在する神社である。

## 概要
この天神神社はかつて裏町天神とも称されていた。境内地面積は1反3畝2歩となっており、祭礼は10月25日とされている。神社の創建に関して定かではないものの、幸手庄の領主であった一色氏によるものと伝承され、この天神神社は一色氏の館の鬼門に位置していたと伝わっており、館の守護神として祀られたとの言い伝えがある。
境内施設として、本殿（社殿）、鳥居（「天神神社」の神額）、阿形と吽形の狛犬一対、境内社（猿田彦大神、鳥居・狛犬一対・手水舎・水道あり）、案内板（複数）、天神町自治会館、天神町山車庫、「天神神社改築記念碑」と彫られた石碑、「奉納 宅地百八拾九坪」と彫られた石碑、「奉納」と彫られた石碑、「奉納 杉苗五百本」と彫られた石碑、防災行政無線、防火水槽、ベンチ、滑り台、ブランコ、鉄棒、イチョウの木、欅の木、松の木、杉の木、梅の木、棕櫚、つつじなどである。